# 쿵푸 팬더 2
《쿵푸 팬더 2》(영어: Kung Fu Panda 2)는 미국의 애니메이션 영화이다. 드림웍스 애니메이션이 제작했다. 《쿵푸 팬더》의 속편으로 쿵푸팬더에서 연출을 담당했던 한국계 미국인 여인영이 감독을 맡았다. 2011년 5월 26일에 전 세계에 동시 개봉되었다 영화 출연진은 전편과 변함이 없었고 게리 올드먼, 장클로드 반 담 등이 새로 합류하였다.

## 줄거리
그토록 원하던 용의 전사가 되어 무적의 5인방과 함께 평화의 계곡을 지키게 된 포. 진정한 용의 전사로 거듭나기 위해 시푸 사부와 쿵푸 수련에 매진하던 중, 셴 선생이 위대한 쿵푸 사부들을 하나 둘 씩 제거하고 있다는 소식을 듣게 된다.
여전히 바람을 가르는 주먹의 소리보다 배에서울리는 꼬르륵 소리가 더 크고, 오랜 숙적인 계단 앞에서는 맥을 못 추는 천방지축 팬더 포. 이제 막 정식 수련을 시작하려는 포에게 쿵푸를 지켜야 한다는 막중한 미션이 주어지고, 포는 무적의 5인방과 함께 길을 떠난다.
과연 포는 쿵푸의 대가들도 막지 못한 셴 선생의 비밀병기에 맞서 쿵푸를 지켜낼 수 있을까?

## 등장인물

### 주연
- 잭 블랙 - 포 (팬더) 역
- 앤젤리나 졸리 - 타이그리스 (호랑이) 역
- 게리 올드먼 - 쉔 선생 (공작) 역
- 더스틴 호프먼 - 시푸 사부 (레서 팬더) 역
- 양자경 - 점쟁이 염소 역
- 성룡 - 몽키 (원숭이)
- 세스 로건 - 맨티스 (사마귀) 역
- 루시 류 - 바이퍼 (뱀) 역
- 데이비드 크로스 - 크레인 (학) 역
- 제임스 홍 - 미스터 핑 (거위) 역
- 빅터 가버 - 마스터 선더링 라이노 역
- 데니스 헤이스버트 - 오센 사부 역
- 장클로드 반 담 - 마스터 크록 역

### 조연
- 대니 맥브라이드 - 울프 보스 (늑대) 역
- 마이크 벨 - 고릴라 가드 역
- 제이슨 버치
- 마이클 드마이오 - 해피 버니 역
- 셰인 글릭 - 울프 솔저 역
- 레나 골리아 - 피그 팬 / 버니 역
- 에이프릴 홍
- 조지프 이조 - 울프 솔저 역
- 알렉산드라 골드 저든 - 버니 팬 역
- 스티븐 키어린
- 리엄 나이트 - 베이비 포 역
- 폴 마줄스키 - 뮤지션 버니 역
- 댄 오코너
- 로미 로즈먼트 - 피그 마더 역
- 제러미 십
- 모리 스터링 - 울프 솔저 역
- 프레드 타타시오르 - 팬더 대드 / 고릴라 가드 역
- 로런 톰
- 콘래드 버넌

### 성우
- 엄상현 - 포 역
- 김기현 - 시푸 사부 역
- 소연 - 타이그리스 역
- 이장원 - 쉔 선생 역
- 안경진 - 점쟁이 노파 역
- 양정화 - 바이퍼 역
- 방성준 - 맨티스 역
- 하성용 - 몽키 역
- 전광주 - 크레인 역
- 기영도 - 핑(포의 양아버지) 역
- 김승태 - 늑대 보스 역
- 권혁수 - 코뿔소 사부 역
- 시영준 - 황소 사부 역
- 김정은 - 악어 사부 역
- 양준건
- 유상우
- 이호산
- 조규준
- 배진홍
- 장민혁
- 최낙윤
- 정민석
- 양한열
- 이태우
- 이종은

## 제작진

### 연출
- 여인영

### 각본
- 조너선 에이벨
- 글렌 버거
- 라이언 크레고
- 에드 곰버트
- 로버트 쿠
- 사이먼 웰스

### 기획
- 기예르모 델 토로

### 제작
- 멀리사 코브
- 조너선 에이벨 - 공동제작
- 글렌 버거 - 공동제작

### 음악
- 존 파월
- 한스 치머

### 미술
- 레이먼드 지바치

### 편집
- 메리앤 브랜던
- 클레어 드 체누

### 스태프
- 제이슨 버치 - 프로덕션매니저
- 코리 코글린 - 프로덕션매니저
- 제프 허먼 - 프로덕션매니저
- 트레이시 라슨 - 프로덕션매니저
- 존 에릭 슈미트 - 프로덕션매니저
- 캣 텔리아 - 프로덕션매니저